# Fußballclub Hansa Rostock 1992-1993
Questa voce raccoglie le informazioni riguardanti il Fußballclub Hansa Rostock nelle competizioni ufficiali della stagione 1992-1993.

## Stagione
Nella stagione 1992-1993 l'Hansa Rostock, allenato da Erich Rutemöller e Horst Hrubesch, concluse il campionato di 2. Bundesliga all'11º posto. In Coppa di Germania l'Hansa Rostock fu eliminato al terzo turno dal Fortuna Düsseldorf.

## Rosa
| N. |                     | Ruolo | Calciatore      |
| -- | ------------------- | ----- | --------------- |
|    | Germania (bandiera) | P     | Daniel Hoffmann |
|    | Germania (bandiera) | P     | Jens Kunath     |
|    | Germania (bandiera) | D     | Gernot Alms     |
|    | Polonia (bandiera)  | D     | Zenon Lissek    |
|    | Germania (bandiera) | D     | Heiko März      |
|    | Germania (bandiera) | D     | Axel Rietentiet |
|    | Germania (bandiera) | D     | Carsten Sänger  |
|    | Germania (bandiera) | D     | Mike Werner     |
|    | Germania (bandiera) | D     | Marco Zallmann  |
|    | Germania (bandiera) | C     | Jens Dowe       |
|    | Polonia (bandiera)  | C     | Witold Kubala   |
|    | Germania (bandiera) | C     | Timo Lange      |

| N. |                     | Ruolo | Calciatore             |
| -- | ------------------- | ----- | ---------------------- |
|    | Germania (bandiera) | C     | Sven Oldenburg         |
|    | Germania (bandiera) | C     | Juri Schlünz           |
|    | Germania (bandiera) | C     | Jörg Schmidt           |
|    | Germania (bandiera) | C     | Axel Schulz            |
|    | Germania (bandiera) | C     | Jens Wahl              |
|    | Germania (bandiera) | C     | Hilmar Weilandt        |
|    | Germania (bandiera) | A     | Olaf Bodden            |
|    | Polonia (bandiera)  | A     | Sławomir Chałaśkiewicz |
|    | Germania (bandiera) | A     | Jens-Peter Fischer     |
|    | Germania (bandiera) | A     | René Gottwald          |
|    | Germania (bandiera) | A     | Stefan Persigehl       |
|    | Germania (bandiera) | A     | Thomas Reif            |

## Organigramma societario
Area tecnica
- Allenatore:
- Allenatore in seconda: Jürgen Decker, Michael Krüger
- Preparatore dei portieri:
- Preparatori atletici:

## Calciomercato

### Sessione estiva
| Acquisti | Acquisti               | Acquisti         | Acquisti |
| R.       | Nome                   | da               | Modalità |
| -------- | ---------------------- | ---------------- | -------- |
| A        | Sławomir Chałaśkiewicz | Śląsk Breslavia  |          |
| A        | René Gottwald          | Hansa Rostock II |          |
| C        | Timo Lange             | Hallescher       |          |
| D        | Carsten Sänger         | Rot-Weiß Erfurt  |          |
| C        | Jörg Schmidt           | Rot-Weiß Erfurt  |          |

| Cessioni | Cessioni            | Cessioni         | Cessioni |
| R.       | Nome                | a                | Modalità |
| -------- | ------------------- | ---------------- | -------- |
| C        | Stefan Böger        | Duisburg         |          |
| P        | Thomas Köhler       | Sachsen Lipsia   |          |
| C        | Thomas Lässig       | Amburgo          |          |
| D        | Frank Rillich       | Hansa Rostock II |          |
| C        | Niels Schlotterbeck | Monaco 1860      |          |
| A        | Roman Sedláček      | Remscheid        |          |
| C        | Michael Spies       | Amburgo          |          |
| D        | František Straka    | Wuppertal        |          |
| A        | Florian Weichert    | Amburgo          |          |

### Sessione invernale
| Acquisti | Acquisti           | Acquisti          | Acquisti |
| R.       | Nome               | da                | Modalità |
| -------- | ------------------ | ----------------- | -------- |
| A        | Jens-Peter Fischer | Kickers Stoccarda |          |
| D        | Zenon Lissek       | Szombierki Bytom  |          |

| Cessioni | Cessioni      | Cessioni   | Cessioni |
| R.       | Nome          | a          | Modalità |
| -------- | ------------- | ---------- | -------- |
| A        | Harald Krämer | Sturm Graz |          |

## Risultati

### 2. Bundesliga

#### Girone di andata
| Arbitro: | Habermann |

|          |           |  |
| Dowe 79’ | Marcatori |  |

| Arbitro: | Fröhlich |

|                          |           |            |
| Schreiber 30’ Wittke 86’ | Marcatori | 59’ Kubala |

| Arbitro: | Haupt |

|           |           |            |
| Lange 17’ | Marcatori | 6’ Schanda |

| Arbitro: | Funken |

|             |           |  |
| Diether 56’ | Marcatori |  |

| Arbitro: | Dellwing |

|               |           |  |
| Lange 8’, 43’ | Marcatori |  |

| Arbitro: | Kuhne |

|            |           |          |
| Thoben 59’ | Marcatori | 70’ März |

| Rostock 8 agosto 1992, ore 15:30 CEST 7ª giornata | Hansa Rostock | 0 – 0 referto | Homburg | Ostseestadion (3 500 spett.)\| Arbitro: \| Gläser \| |
| Arbitro:                                          | Gläser        |               |         |                                                      |

| Arbitro: | Schäfer |

|  |           |                   |
|  | Marcatori | 60’ Dowe 89’ März |

| Arbitro: | Malbranc |

|                            |           |              |
| Wahl 28’ Chałaśkiewicz 38’ | Marcatori | 51’ Zernicke |

| Darmstadt 22 agosto 1992, ore 15:30 CEST 10ª giornata | Darmstadt  | 0 – 0 referto | Hansa Rostock | Stadion am Böllenfalltor (3 300 spett.)\| Arbitro: \| Wippermann \| |
| Arbitro:                                              | Wippermann |               |               |                                                                     |

| Arbitro: | Stenzel |

|                                                   |           |  |
| Persigehl 14’ Chałaśkiewicz 37’, 79’ Weilandt 53’ | Marcatori |  |

| Arbitro: | Strampe |

|             |           |                    |
| Hecking 17’ | Marcatori | 38’ Wahl 53’ Lange |

| Arbitro: | Müller |

|               |           |             |
| Persigehl 45’ | Marcatori | 83’ Tönnies |

| Colonia 5 settembre 1992, ore 15:30 CEST 14ª giornata | Fortuna Colonia | 0 – 0 referto | Hansa Rostock | Südstadion (3 000 spett.)\| Arbitro: \| Lange \| |
| Arbitro:                                              | Lange           |               |               |                                                  |

| Arbitro: | Osmers |

|                                                      |           |            |
| Persigehl 11’ Schmidt 37’ Chałaśkiewicz 84’ Wahl 86’ | Marcatori | 33’ Bergen |

| Arbitro: | Aust |

|                              |           |                             |
| Chałaśkiewicz 32’ Bodden 87’ | Marcatori | 27’ Groth 42’ (aut.) Werner |

| Arbitro: | Werthmann |

|            |           |            |
| Dražić 64’ | Marcatori | 72’ Bodden |

| Arbitro: | Ziller |

|                         |           |  |
| Schmidt 15’ Schlünz 85’ | Marcatori |  |

| Arbitro: | Best |

|                       |           |               |
| Wuckel 75’ Drulák 82’ | Marcatori | 20’ Persigehl |

| Arbitro: | Weise |

|                        |           |                  |
| März 45’, 89’ Wahl 47’ | Marcatori | 37’ Epp 53’ Góra |

| Arbitro: | Buchhart |

|                       |           |          |
| Vogel 21’ Rraklli 47’ | Marcatori | 27’ März |

| Arbitro: | Fröhlich |

|          |           |  |
| März 35’ | Marcatori |  |

| Arbitro: | Willems |

|             |           |  |
| Seifert 49’ | Marcatori |  |

#### Girone di ritorno
| Arbitro: | Zerr |

|                            |           |                   |
| Kröning 7’, 82’ Tilner 79’ | Marcatori | 12’ Chałaśkiewicz |

| Arbitro: | Harder |

|  |           |            |
|  | Marcatori | 14’ Molata |

| Arbitro: | Hauer |

|                               |           |  |
| Kirsten 38’, 80’ Petrenko 71’ | Marcatori |  |

| Arbitro: | Pohlmann |

|                                          |           |            |
| Schlünz 33’, 34’ Lange 78’ Persigehl 90’ | Marcatori | 32’ Wagner |

| Arbitro: | Merk |

|                        |           |            |
| Reinmayr 8’ Tarnat 73’ | Marcatori | 60’ Lissek |

| Arbitro: | Fleske |

|                  |           |             |
| Schlünz 28’, 83’ | Marcatori | 41’ Vorholt |

| Homburg 5 marzo 1993, ore 20:00 CET 30ª giornata | Homburg | 0 – 0 referto | Hansa Rostock | Waldstadion (1 850 spett.)\| Arbitro: \| Wagner \| |
| Arbitro:                                         | Wagner  |               |               |                                                    |

| Arbitro: | Prengel |

|                     |           |  |
| März 35’ Bodden 69’ | Marcatori |  |

| Arbitro: | Domurat |

|                                                        |           |           |
| Scheinhardt 9’ Demandt 45’ Gries 59’ Lünsmann 65’, 71’ | Marcatori | 18’ Lange |

| Arbitro: | Jansen |

|                     |           |  |
| Bodden 16’ März 76’ | Marcatori |  |

| Arbitro: | Wittke |

|              |           |            |
| Mahjoubi 13’ | Marcatori | 84’ Bodden |

| Arbitro: | Werthmann |

|                   |           |  |
| März 46’ Dowe 76’ | Marcatori |  |

| Arbitro: | Kemmling |

|                       |           |  |
| Kober 13’ Tönnies 88’ | Marcatori |  |

| Arbitro: | Heynemann |

|             |           |                         |
| Fischer 15’ | Marcatori | 42’ Lottner 48’ Seufert |

| Arbitro: | Kuhne |

|                          |           |  |
| García 71’ Lemberger 90’ | Marcatori |  |

| Arbitro: | Leimert |

|             |           |            |
| Sirocks 70’ | Marcatori | 44’ Bodden |

| Rostock 8 maggio 1993, ore 15:30 CEST 40ª giornata | Hansa Rostock | 0 – 0 referto | Fortuna Düsseldorf | Ostseestadion (1 500 spett.)\| Arbitro: \| Merk \| |
| Arbitro:                                           | Merk          |               |                    |                                                    |

| Arbitro: | Lange |

|                       |           |  |
| Sievers 39’ Palma 47’ | Marcatori |  |

| Arbitro: | Albrecht |

|            |           |  |
| Bodden 69’ | Marcatori |  |

| Arbitro: | Zerr |

|                                         |           |          |
| Góra 11’ Bobic 46’ Epp 53’ Schwartz 69’ | Marcatori | 63’ Dowe |

| Arbitro: | Ziller |

|  |           |          |
|  | Marcatori | 21’ Kohl |

| Arbitro: | Aust |

|               |           |  |
| Reich 5’, 16’ | Marcatori |  |

| Arbitro: | Frey |

|                        |           |  |
| Schlünz 39’ Bodden 49’ | Marcatori |  |

### Coppa di Germania
| Arbitro: | Strampe |

|                        |           |  |
| Lange 103’ Kubala 106’ | Marcatori |  |

| Arbitro: | Kiefer |

|                          |                      |                    |
| Buncol 48’ Albertz 110’  | Marcatori            | 42’ Lange 98’ Wahl |
| Schmadtke Backhaus Loose | Tiri di rigore 3 – 0 | Sänger Lange Dowe  |

## Statistiche

### Statistiche di squadra
| Competizione      | Punti | In casa | In casa | In casa | In casa | In casa | In casa | In trasferta | In trasferta | In trasferta | In trasferta | In trasferta | In trasferta | Totale | Totale | Totale | Totale | Totale | Totale | DR |
| Competizione      | Punti | G       | V       | N       | P       | Gf      | Gs      | G            | V            | N            | P            | Gf           | Gs           | G      | V      | N      | P      | Gf     | Gs     | DR |
| ----------------- | ----- | ------- | ------- | ------- | ------- | ------- | ------- | ------------ | ------------ | ------------ | ------------ | ------------ | ------------ | ------ | ------ | ------ | ------ | ------ | ------ | -- |
| 2. Bundesliga     | 46    | 23      | 15      | 5       | 3       | 39      | 14      | 23           | 2            | 7            | 14           | 15           | 38           | 46     | 17     | 12     | 17     | 54     | 52     | +2 |
| Coppa di Germania | -     | 1       | 1       | 0       | 0       | 2       | 0       | 1            | 0            | 1            | 0            | 2            | 2            | 2      | 1      | 1      | 0      | 4      | 2      | +2 |
| Totale            | 46    | 24      | 16      | 5       | 3       | 41      | 14      | 24           | 2            | 8            | 14           | 17           | 40           | 48     | 18     | 13     | 17     | 58     | 54     | +4 |

### Andamento in campionato
| Giornata  | 1 | 2  | 3  | 4  | 5  | 6  | 7  | 8 | 9 | 10 | 11 | 12 | 13 | 14 | 15 | 16 | 17 | 18 | 19 | 20 | 21 | 22 | 23 | 24 | 25 | 26 | 27 | 28 | 29 | 30 | 31 | 32 | 33 | 34 | 35 | 36 | 37 | 38 | 39 | 40 | 41 | 42 | 43 | 44 | 45 | 46 |
| --------- | - | -- | -- | -- | -- | -- | -- | - | - | -- | -- | -- | -- | -- | -- | -- | -- | -- | -- | -- | -- | -- | -- | -- | -- | -- | -- | -- | -- | -- | -- | -- | -- | -- | -- | -- | -- | -- | -- | -- | -- | -- | -- | -- | -- | -- |
| Luogo     | C | T  | C  | T  | C  | T  | C  | T | C | T  | C  | T  | C  | T  | C  | C  | T  | C  | T  | C  | T  | C  | T  | T  | C  | T  | C  | T  | C  | T  | C  | T  | C  | T  | C  | T  | C  | T  | T  | C  | T  | C  | T  | C  | T  | C  |
| Risultato | V | P  | N  | P  | V  | N  | N  | V | V | N  | V  | V  | N  | N  | V  | N  | N  | V  | P  | V  | P  | V  | P  | P  | P  | P  | V  | P  | V  | N  | V  | P  | V  | N  | V  | P  | P  | P  | N  | N  | P  | V  | P  | P  | P  | V  |
| Posizione | 5 | 15 | 12 | 13 | 11 | 11 | 12 | 9 | 7 | 8  | 4  | 4  | 4  | 4  | 3  | 3  | 4  | 3  | 4  | 4  | 5  | 5  | 5  | 5  | 5  | 8  | 6  | 7  | 7  | 8  | 6  | 8  | 6  | 7  | 6  | 7  | 7  | 9  | 9  | 9  | 9  | 9  | 9  | 11 | 12 | 11 |

Legenda:

Luogo: C = Casa; T = Trasferta. Risultato: V = Vittoria; N = Pareggio; P = Sconfitta.

### Statistiche dei giocatori
| Giocatore        | 2. Bundesliga | 2. Bundesliga | 2. Bundesliga | 2. Bundesliga | Coppa di Germania | Coppa di Germania | Coppa di Germania | Coppa di Germania | Totale   | Totale | Totale      | Totale     |
| Giocatore        | Presenze      | Reti          | Ammonizioni   | Espulsioni    | Presenze          | Reti              | Ammonizioni       | Espulsioni        | Presenze | Reti   | Ammonizioni | Espulsioni |
| ---------------- | ------------- | ------------- | ------------- | ------------- | ----------------- | ----------------- | ----------------- | ----------------- | -------- | ------ | ----------- | ---------- |
| G. Alms          | 27            | 0             | 2             | 1             | 0                 | 0                 | 0                 | 0                 | 27       | 0      | 2           | 1          |
| O. Bodden        | 26            | 8             | 6             | 1             | 1                 | 0                 | 0                 | 0                 | 27       | 8      | 6           | 1          |
| S. Chałaśkiewicz | 31            | 6             | 3             | 1             | 2                 | 0                 | 2                 | 0                 | 33       | 6      | 5           | 1          |
| J. Dowe          | 38            | 4             | 6             | 2             | 2                 | 0                 | 1                 | 0                 | 40       | 4      | 7           | 2          |
| J. Fischer       | 11            | 1             | 3             | 0             | 0                 | 0                 | 0                 | 0                 | 11       | 1      | 3           | 0          |
| R. Gottwald      | 1             | 0             | 0             | 0             | 0                 | 0                 | 0                 | 0                 | 1        | 0      | 0           | 0          |
| D. Hoffmann      | 44            | 0             | 4             | 0             | 2                 | 0                 | 1                 | 0                 | 46       | 0      | 5           | 0          |
| W. Kubala        | 19            | 1             | 2             | 0             | 1                 | 1                 | 0                 | 0                 | 20       | 2      | 2           | 0          |
| J. Kunath        | 2             | 0             | 0             | 0             | 0                 | 0                 | 0                 | 0                 | 2        | 0      | 0           | 0          |
| T. Lange         | 43            | 6             | 10            | 0             | 2                 | 2                 | 1                 | 0                 | 45       | 8      | 11          | 0          |
| Z. Lissek        | 10            | 1             | 1             | 0             | 0                 | 0                 | 0                 | 0                 | 10       | 1      | 1           | 0          |
| H. März          | 43            | 9             | 10            | 1             | 2                 | 0                 | 1                 | 0                 | 45       | 9      | 11          | 1          |
| S. Oldenburg     | 0             | 0             | 0             | 0             | 0                 | 0                 | 0                 | 0                 | 0        | 0      | 0           | 0          |
| S. Persigehl     | 39            | 5             | 7             | 0             | 1                 | 0                 | 0                 | 0                 | 40       | 5      | 7           | 0          |
| T. Reif          | 3             | 0             | 0             | 0             | 0                 | 0                 | 0                 | 0                 | 3        | 0      | 0           | 0          |
| A. Rietentiet    | 1             | 0             | 0             | 0             | 0                 | 0                 | 0                 | 0                 | 1        | 0      | 0           | 0          |
| J. Schlünz       | 31            | 6             | 6             | 1             | 1                 | 0                 | 0                 | 0                 | 32       | 6      | 6           | 1          |
| J. Schmidt       | 25            | 2             | 4             | 0             | 2                 | 0                 | 0                 | 0                 | 27       | 2      | 4           | 0          |
| A. Schulz        | 9             | 0             | 0             | 0             | 0                 | 0                 | 0                 | 0                 | 9        | 0      | 0           | 0          |
| C. Sänger        | 43            | 0             | 1             | 0             | 2                 | 0                 | 1                 | 0                 | 45       | 0      | 2           | 0          |
| J. Wahl          | 43            | 4             | 9             | 1             | 2                 | 1                 | 1                 | 0                 | 45       | 5      | 10          | 1          |
| H. Weilandt      | 34            | 1             | 4             | 1             | 2                 | 0                 | 0                 | 0                 | 36       | 1      | 4           | 1          |
| M. Werner        | 40            | 0             | 3             | 0             | 2                 | 0                 | 0                 | 0                 | 42       | 0      | 3           | 0          |
| M. Zallmann      | 25            | 0             | 3             | 2             | 2                 | 0                 | 0                 | 0                 | 27       | 0      | 3           | 2          |